# 門脇利枝
門脇 利枝（かどわき りえ、1963年5月26日 - ）はTBSの社員で、元報道記者。星座は双子座。血液型はO型。趣味、特技はテニスとピアノ。

## 概歴
- 東京都出身。神奈川県立横須賀高等学校卒業後、1988年に早稲田大学第一文学部中国文学科を卒業。早稲田大学第一文学部の同期には福澤朗（元日本テレビアナウンサー）、青嶋達也（フジテレビアナウンサー）、八木亜希子（元フジテレビアナウンサー）がいる。大学在学中、大学を休学し、上海の復旦大学に1年間留学した経験を持つ。
- 早稲田大学卒業後、TBSに入社。首相官邸、建設省、国土交通省、外務省の取材を経て、1996年4月から1999年9月まで「JNNニュースの森」において杉尾秀哉・松原耕二に次ぐサブキャスターを務めた。
- 『ニュースの森』降板後はBS-i開局に携わり、プロデューサーとしてBS-iのドキュメンタリー番組を手がけた後、JNN北京支局長などを経て現在は経営企画室担当部長を務めている。